# Загальний народний конгрес (Ємен)
Загальний народний конгрес (араб. المؤتمر الشعبي العام) — панівна партія в Ємені. Заснована 24 серпня 1982 Алі Абдаллою Салехом в місті Сана, Ємен. Партія дотримується націоналістичної лінії, офіційною ідеологією є арабський націоналізм, пошук арабської єдності.
У 1982–1990 була представницьким консультативним органом Єменської Арабської Республіки, з 1990 стала політичною партією.
Під час останніх парламентських виборів, 27 квітня 2003 партія набрала 58,0 % голосів виборців і зайняла 238 місць з 301 в Палаті представників Ємену. На президентських виборах 2012 партія підтримала кандидатуру Абда Раббо Мансура Хаді.